# Surface Air Lifted
Il SAL, o Surface Air Lifted (così denominato anche da Poste italiane), è un servizio postale usato per inviare posta internazionale. 39 autorità postali offrono questo servizio, che è un metodo efficiente, per quanto riguarda il costo, per spedire internazionalmente. Inizialmente i colli spediti con SAL vengono processati e trasportati tramite posta ordinaria nel paese d'origine; vengono quindi trasportati tramite via aerea sino al paese di destinazione ed in seguito processati e consegnati alla destinazione come posta ordinaria dall'amministrazione postale. Questo servizio è più veloce della posta ordinaria, pur essendo più conveniente della posta aerea; è molto economico per inviare colli pesanti, mentre per oggetti leggeri può venire a costare più della posta aerea.

## Storia
Prima della seconda guerra mondiale certi paesi europei adottarono la pratica di inviare lettere verso alcune destinazioni distanti senza ulteriori costi per il mittente (come la Royal Mail fece per la maggior parte dell'impero britannico). Gli alti costi della posta aerea ridussero questa tendenza dopo la guerra. Nel mezzo degli anni '60, in risposta alla continua crescita della capacità degli aerei, la UPU adottò la politica di massimizzare il trasporto aereo della posta e durante gli anni settanta il concetto di “surface air lifted“ fu sviluppato insieme alla IATA.
Questo sistema permette spesso una trasmissione più veloce della posta rispetto alla posta ordinaria, per un piccolo o nullo sovrapprezzo, rinunciando alla priorità della posta aerea. Nel 1971, il SAL venne introdotto in Australia.